# Luigi Sepe
Luigi Sepe (Torre del Greco, 8 mei 1991) is een Italiaans voetballer die als doelman speelt. Hij verruilde SSC Napoli in juli 2019 voor Parma, dat hem het seizoen daarvoor al huurde.

## Clubcarrière
Sepe komt uit de jeugdopleiding van SSC Napoli. Op 28 januari 2009 debuteerde hij daarvoor als zeventienjarige in de Serie A, tegen Fiorentina. Bij gebrek aan speelminuten werd hij in 2011 voor twee seizoenen uitgeleend aan Pisa. In zijn eerste seizoen speelde hij zes wedstrijden in de Serie B, in zijn tweede jaar 33. Het seizoen erna werd hij uitgeleend aan SS Lanciano, dat eveneens in de Serie B actief was. In 2014 werd besloten om hem één seizoen uit te lenen aan promovendus Empoli, op dat moment actief in de Serie A. Daarna volgde een verhuurperiode aan ACF Fiorentina, maar daar kwam hij niet aan spelen toe. Sepe werd in 2018 verhuurd aan Parma, dat hem in juli 2019 definitief overnam van Napoli.
1 Buffon ·
2 Iacoponi ·
3 Dierckx ·
4 Balogh ·
5 Danilo ·
7 Iacoponi ·
8 Brunetta ·
9 Tutino ·
10 Vázquez ·
11 Juric ·
15 Del Prato ·
17 Benedyczak ·
19 Sohm ·
20 Zagaritis ·
21 Schiattarella ·
22 Cobbaut ·
22 Turk ·
23 Camara ·
24 Osorio ·
26 Coulibaly ·
27 Busi ·
28 Mihăilă ·
29 Traoré ·
30 Valenti ·
33 Sepe ·
34 Colombi ·
37 Bonny ·
45 Inglese ·
70 Laraspata ·
72 Laurini ·
77 Correia ·
78 Bernabé ·
85 Sprocrati ·
87 Siligardi ·
90 Rispoli ·
98 Man ·
Coach: Lachini